# Ides Janssens de Bisthoven
Idesbald Janssens de Bisthoven (Brugge, 27 september 1921 - Ukkel, 6 augustus 2015) was burgemeester van Waardamme

## Familie
Idesbald Georges Marie Joseph Ghislain Janssens de Bistohoven was de zoon van Ferdinand Janssens de Bisthoven (1887-1961) en van Denise de Peellaert Arents de Beerteghem (1893-1989). Hij was de broer van Baudouin Janssens de Bisthoven en van Aquilin Janssens de Bisthoven. Hij was een kleinzoon van gouverneur van West-Vlaanderen, Léon Janssens de Bisthoven.
Hij was in 1944 getrouwd met Savina van Caloen (1923 - 2015), dochter van Karl van Caloen, burgemeester van Loppem. Ze hadden vier kinderen.

## Levensloop
Ides Janssens was lid van het Verzet (Geheim Leger, groep 'Jérôme') tijdens de Tweede Wereldoorlog en vervolgens oorlogsvrijwilliger. Hij beëindigde zijn militaire activiteiten met de graad van kapitein-commandant.
Na de oorlog werd hij in 1947 in Waardamme gemeenteraadslid en schepen. In 1952 werd hij er burgemeester. Hij bleef verschillende bestuursperioden na onafgebroken burgemeester, tot de gemeentelijke fusie van 1976, toen Waardamme een deelgemeente werd van Oostkamp. Hij was zo de laatste burgemeester van Waardamme geweest.
Ook in fusiegemeente Oostkamp bleef hij actief in de gemeentepolitiek, en hij werd er in 1977 gemeenteraadslid en schepen, tot de verkiezingen van 1982.
Hij was van 1961 tot 1965 provincieraadslid van West-Vlaanderen voor het district Brugge.
Hij was voorzitter van de Eigenaars- en Landbouwersbond. Hij was stichter en een tijd lang voorzitter van de huidige Koninklijke Harmonie 'Deugd baart vreugd' van Waardamme.
Beroepshalve was hij bestuurder van het Discontokantoor van de Nationale Bank van België, zetel Brugge, functie waarin hij zijn schoonvader opvolgde.